# Adama Mbengue
Adama Mbengue (Rufisque, 1 december 1993) is een Senegalees voetballer die doorgaans speelt als linksback. In juli 2025 verliet hij Châteauroux. Mbengue maakte in 2015 zijn debuut in het Senegalees voetbalelftal.

## Clubcarrière
Mbengue speelde jeugdvoetbal in Senegal, waar hij gescout werd door Orlando City. Hier kwam de vleugelverdediger in 2012 terecht in het eerste elftal. Na drie seizoenen in de USL Pro, waarin hij zes keer scoorde in achtenvijftig competitieduels, keerde Mbengue terug naar zijn vaderland Senegal, waar hij voor Diambars ging spelen. In de zomer van 2017 maakte de Senegalees de overstap naar SM Caen, waar hij zijn handtekening zette onder een verbintenis voor de duur van vier seizoenen. In juli 2021 verliep zijn verbintenis bij Caen, waarop Mbengue de club achter zich liet. Hierop tekende hij voor Châteauroux.

## Clubstatistieken
| Seizoen   | Club         | Competitie | Competitie | Competitie | Beker | Beker | Internationaal | Internationaal | Totaal | Totaal |
| Seizoen   | Club         | Competitie | Wed.       | Dlp.       | Wed.  | Dlp.  | Wed.           | Dlp.           | Wed.   | Dlp.   |
| --------- | ------------ | ---------- | ---------- | ---------- | ----- | ----- | -------------- | -------------- | ------ | ------ |
| 2012      | Orlando City | USL Pro    | 12         | 0          | 0     | 0     | —              | —              | 12     | 0      |
| 2013      | Orlando City | USL Pro    | 17         | 3          | 3     | 1     | —              | —              | 20     | 4      |
| 2014      | Orlando City | USL Pro    | 29         | 3          | 2     | 2     | —              | —              | 31     | 5      |
| 2015–2017 | Diambars     | Ligue 1    | ?          | ?          | ?     | ?     | ?              | ?              | ?      | ?      |
| 2017/18   | SM Caen      | Ligue 1    | 19         | 0          | 2     | 0     | —              | —              | 21     | 0      |
| 2018/19   | SM Caen      | Ligue 1    | 11         | 0          | 4     | 1     | —              | —              | 15     | 1      |
| 2019/20   | SM Caen      | Ligue 2    | 16         | 1          | 5     | 0     | —              | —              | 21     | 1      |
| 2020/21   | SM Caen      | Ligue 2    | 4          | 0          | 0     | 0     | —              | —              | 4      | 0      |
| 2021/22   | Châteauroux  | National   | 31         | 2          | 0     | 0     | —              | —              | 31     | 2      |
| 2022/23   | Châteauroux  | National   | 23         | 2          | 2     | 0     | —              | —              | 25     | 2      |
| 2023/24   | Châteauroux  | National   | 27         | 0          | 4     | 1     | —              | —              | 31     | 1      |
| 2024/25   | Châteauroux  | National   | 19         | 0          | 0     | 0     | —              | —              | 19     | 0      |
| Totaal    | Totaal       | Totaal     | 208        | 11         | 22    | 5     | 0              | 0              | 230    | 16     |

Bijgewerkt op 8 juli 2025.

## Interlandcarrière
Mbengue maakte zijn debuut in het Senegalees voetbalelftal op 17 oktober 2015, toen met 2–0 verloren werd van Guinee door doelpunten van Aboubacar Mouctar Sylla en Aboubacar Sylla Iyanga. Mbengue mocht van bondscoach Aliou Cissé in de basis beginnen en hij werd na vijfenvijftig minuten gewisseld ten faveure van Sylvain Badji. De andere debutant dit duel was Boubacar Cissokho (Dakar Sacré-Cœur). Mbengue werd in juni 2018 door bondscoach Aliou Cissé opgenomen in de selectie van Senegal voor het wereldkampioenschap in Rusland als vervanger van de geblesseerd afgehaakte Saliou Ciss, maar kwam op het toernooi niet in actie. Senegal was ingedeeld in groep H, samen met Polen, Colombia en Japan. Na een 2–1 zege op Polen speelde de West-Afrikaanse ploeg met 2–2 gelijk tegen Japan, waarna in de slotwedstrijd met 1–0 verloren werd van groepswinnaar Colombia. De selectie van bondscoach Aliou Cissé eindigde in punten en doelpunten exact gelijk met nummer twee Japan, maar moest desondanks toch naar huis: Senegal werd het eerste land dat op basis van de Fair Play-regels werd uitgeschakeld, omdat de ploeg meer gele kaarten kreeg dan Japan.
| Interlands van Adama Mbengue voor Senegal | Interlands van Adama Mbengue voor Senegal | Interlands van Adama Mbengue voor Senegal | Interlands van Adama Mbengue voor Senegal | Interlands van Adama Mbengue voor Senegal | Interlands van Adama Mbengue voor Senegal | Interlands van Adama Mbengue voor Senegal |
| №                                         | Datum                                     | Wedstrijd                                 | Uitslag                                   | Competitie                                | Goals                                     |                                           |
| Als speler bij Diambars                   | Als speler bij Diambars                   | Als speler bij Diambars                   | Als speler bij Diambars                   | Als speler bij Diambars                   | Als speler bij Diambars                   | Als speler bij Diambars                   |
| ----------------------------------------- | ----------------------------------------- | ----------------------------------------- | ----------------------------------------- | ----------------------------------------- | ----------------------------------------- | ----------------------------------------- |
| 1                                         | 17 oktober 2015                           | Guinee – Senegal                          | 2 – 0                                     | AFCON 2016 kwalificatie                   |                                           |                                           |
| 2                                         | 24 oktober 2015                           | Senegal – Guinee                          | 3 – 1                                     | AFCON 2016 kwalificatie                   |                                           |                                           |
| 3                                         | 10 februari 2016                          | Mexico – Senegal                          | 2 – 0                                     | Vriendschappelijk                         |                                           |                                           |
| 4                                         | 23 maart 2017                             | Nigeria – Senegal                         | 1 – 1                                     | Vriendschappelijk                         |                                           |                                           |
| 5                                         | 5 juni 2017                               | Senegal – Oeganda                         | 0 – 0                                     | Vriendschappelijk                         |                                           |                                           |
| 6                                         | 9 juni 2017                               | Senegal – Equatoriaal-Guinea              | 3 – 0                                     | AK 2019 kwalificatie                      |                                           |                                           |
| Als speler bij SM Caen                    |                                           |                                           |                                           |                                           |                                           |                                           |
| 7                                         | 7 oktober 2017                            | Kaapverdië – Senegal                      | 0 – 2                                     | WK 2018 kwalificatie                      |                                           |                                           |
| 8                                         | 9 september 2018                          | Madagaskar – Senegal                      | 2 – 2                                     | AK 2019 kwalificatie                      |                                           |                                           |

Bijgewerkt op 8 juli 2025.